# Reagente di Melzer

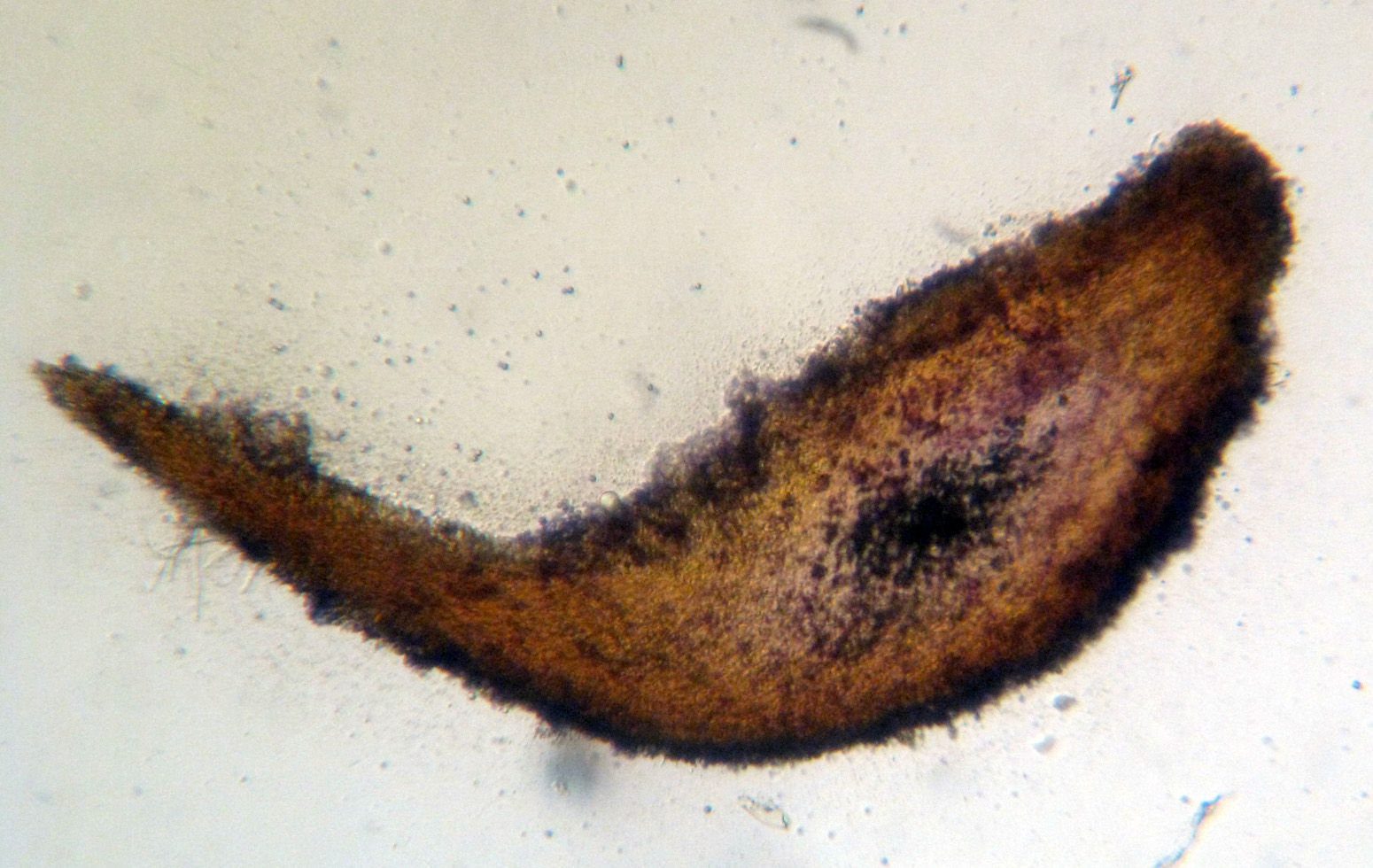
Reazione pseudoamiloidea di un frammento del fungo Auriscalpium vulgare a contatto con il reagente di Melzer (immagine al microscopio ottico)

Il reagente di Melzer (chiamato anche reagente iodino di Melzer, soluzione di Melzer o, più semplicemente, Melzer) è un reagente chimico utilizzato in micologia per la classificazione dei funghi, nonché in fitopatologia per la caratterizzazione dei funghi parassiti delle piante.
L'uso di soluzioni contenenti iodio nell'identificazione e nella descrizione dei funghi inizia nella metà del XIX secolo; il reagente di Melzer venne descritto per la prima volta nel 1924 dal micologo ceco Václav Melzer, che modificò un preparato contenente iodio e potassio già utilizzato in micologia e formulato molti anni prima dal botanico tedesco Arthur Meyer. Melzer fu uno specialista dei funghi del genere Russula, nei quali la "reazione amiloidea" osservabile sui bordi delle spore o sull'intera spora ha un grande significato tassonomico.

## Composizione
Il reagente di Melzer è una soluzione acquosa contenente idrato di cloralio, ioduro di potassio e iodio molecolare (biatomico). La miscelazione può prevedere quantità variabili, generalmente nell'ordine del 2,50-3,75% di idruro di potassio, 0,75-1,25% di iodio e con la restante parte della soluzione costituita da acqua e idrato di cloralio in quantità simili tra loro.
Il preparato di Melzer è tossico per gli esseri umani se ingerito anche in modiche quantità; è inoltre difficile da realizzare negli Stati Uniti, a causa delle regolamentazioni a cui è soggetta la vendita dell'idrato di cloralio. Per ovviare a questo problema, alcuni scienziati hanno sviluppato un preparato chiamato Visikol, relativamente simile al reattivo di Lugol e con proprietà chimiche che si riteneva fossero analoghe a quelle del reagente di Melzer; studi pubblicati nel 2019, peraltro, hanno evidenziato grandi differenze tra il comportamento chimico del Visikol e quello del reagente di Melzer, suggerendo l'impossibilità di usare il Visikol come surrogato del Melzer.

## Utilità in micologia
Mettendo a contatto tessuti o cellule fungine con il reagente di Melzer, opportunamente posizionati su un vetrino portaoggetti, è possibile osservare una di queste tre reazioni:
- Amiloidea (cioè "simile a quella dell'amido), se il colore del tessuto fungino vira al blu o al nerastro
- Pseudoamiloidea o destrinoide, se il colore del tessuto fungino vira al bruno, marrone o rossastro
- Inamiloidea o Melzer-negativa, se il tessuto fungino non subisce modificazioni cromatiche o, al massimo, vira leggermente al giallastro-ocra[5]

Le reazioni amiloidee sono ulteriormente divisibili in due categorie:
- Reazioni euamiloidee, se il tessuto vira al bluastro anche senza pre-trattamento a base di idrossido di potassio
- Reazioni emiamiloidee quando, senza il pre-trattamento con idrossido di potassio, il tessuto diventa rosso a contatto con il reattivo di Lugol e non cambia colore a contatto con il reagente di Melzer; con tale pre-trattamento, invece, il tessuto fungino diventa bluastro sia con il Lugol che con il preparato di Melzer[3][7]

La reazione di Melzer avviene in genere quasi nell'immediato, pur richiedendo a volte anche 20 minuti per manifestarsi.
Un esperimento nel quale le spore di 35 specie diverse di funghi basidiomiceti sono state testate sia con il preparato di Lugol che con quello di Melzer ha mostrato che in molti casi le spore reagiscono in modo molto differente a seconda del reagente con il quale entrano in contatto: possono ad esempio essere scarsamente o per nulla reattive con il Lugol, oppure reagire fortemente con il Lugol ma non con il Melzer, o addirittura dare reazioni pseudoamiloidee (destrinoidi) nel reattivo di Lugol, dando invece reazioni amiloidi con il reagente di Melzer.

## Proprietà fisico-chimiche
Le funzioni delle sostanze chimiche che compongono il reagente di Melzer sono molteplici: il cloralio idrato è un agente schiarente, sbianca e migliora la trasparenza di vari materiali microscopici di colore scuro. Lo ioduro di potassio viene utilizzato per migliorare la solubilità dello iodio, che altrimenti è solo semisolubile in acqua. Si ritiene che lo iodio sia il principale responsabile dei cambiamenti cromatici che caratterizzano la reazione di Melzer; si pensa che reagisca con i polisaccaridi simili all'amido presenti nelle pareti cellulari del materiale amiloide, tuttavia il suo meccanismo d'azione non completamente chiaro.
Il reagente di Melzer si degrada in un precipitato torbido se combinato con soluzioni alcaline, dunque non può essere usato in combinazione o in serie diretta con reagenti micologici più comunemente utilizzati, come soluzioni di idrossido di potassio o di idrossido di ammonio. Per questo motivo, quando l'idrossido di potassio viene utilizzato come pre-trattamento, l'alcalinità deve essere prima neutralizzata prima di aggiungere il reagente di Melzer.